# Universidad Estatal de Irkutsk
La Universidad Estatal de Irkutsk (en ruso: Иркутский государственный университет) es una institución de educación superior fundada en octubre de 1918 en Irkutsk, Siberia. En la actualidad, la Universidad se compone de diez facultades, cuatro instituciones educativas y dos ramas. Más de 18 mil estudiantes incluyendo 300 estudiantes extranjeros de 27 países estudian en la Universidad en 52 especialidades. Más de 620 educadores e instructores.
Las facultades de la Universidad y las instituciones están ubicadas en nueve edificios educativos en Irkutsk y en dos edificios en Angarsk y Bratsk. La mayoría de estos edificios son de gran valor histórico y arquitectónico. Datan de los siglos XVIII y XIX. Alumnos del último año de todas las facultades tienen cursos de especialización y prácticas en los laboratorios e instituciones de investigación científica de la ISU y rama de la Academia Rusa de Ciencias.
Durante décadas, la Universidad de Irkutsk ha capacitado a más de 70 mil especialistas altamente calificados, científicos famosos, profesores, escritores y hombres de estado, incluyendo a Lenin, Khabardin, G. Feinstein, M. Gerasimov, G. Debetz, y famosos escritores talentosos Valentín Rasputin, A. Vampilov y M. Sergeev.

## Famosos miembros de la facultad
- Semión Novgorodov

## Alumnos notables
- Lenin
- Valentín Rasputin